# Chặng đua TT Assen 2024
Chặng đua TT Assen 2024 là chặng đua thứ 8 của giải đua xe MotoGP 2024. Chặng đua diễn ra từ ngày 28 tháng 6 năm 2024 đến ngày 30 tháng 6 năm 2024 ở trường đua TT Assen, Hà Lan.
Ở thể thức MotoGP, tay đua Francesco Bagnaia của đội đua Ducati Corse đã giành được vị trí xuất phát đầu tiên rồi chiến thắng cả 2 cuộc đua Sprint race và đua chính.

## Kết quả cuộc đua Sprint race
| Stt                                                               | Số xe | Tay đua               | Đội đua                           | Xưởng đua | Lap | Kết quả      | Xuất phát | Điểm |
| ----------------------------------------------------------------- | ----- | --------------------- | --------------------------------- | --------- | --- | ------------ | --------- | ---- |
| 1                                                                 | 1     | Francesco Bagnaia     | Ducati Lenovo Team                | Ducati    | 13  | 19:58.090    | 1         | 12   |
| 2                                                                 | 89    | Jorge Martín          | Prima Pramac Racing               | Ducati    | 13  | +2.355       | 2         | 9    |
| 3                                                                 | 12    | Maverick Viñales      | Aprilia Racing                    | Aprilia   | 13  | +4.103       | 3         | 7    |
| 4                                                                 | 23    | Enea Bastianini       | Ducati Lenovo Team                | Ducati    | 13  | +6.377       | 11        | 6    |
| 5                                                                 | 49    | Fabio Di Giannantonio | Pertamina Enduro VR46 Racing Team | Ducati    | 13  | +8.869       | 6         | 5    |
| 6                                                                 | 33    | Brad Binder           | Red Bull KTM Factory Racing       | KTM       | 13  | +9.727       | 9         | 4    |
| 7                                                                 | 20    | Fabio Quartararo      | Monster Energy Yamaha MotoGP Team | Yamaha    | 13  | +10.828      | 13        | 3    |
| 8                                                                 | 73    | Álex Márquez          | Gresini Racing MotoGP             | Ducati    | 13  | +13.196      | 4         | 2    |
| 9                                                                 | 21    | Franco Morbidelli     | Prima Pramac Racing               | Ducati    | 13  | +13.560      | 8         | 1    |
| 10                                                                | 31    | Pedro Acosta          | Red Bull GasGas Tech3             | KTM       | 13  | +15.972      | 10        |      |
| 11                                                                | 72    | Marco Bezzecchi       | Pertamina Enduro VR46 Racing Team | Ducati    | 13  | +16.036      | 15        |      |
| 12                                                                | 88    | Miguel Oliveira       | Trackhouse Racing                 | Aprilia   | 13  | +16.082      | 17        |      |
| 13                                                                | 43    | Jack Miller           | Red Bull KTM Factory Racing       | KTM       | 13  | +18.739      | 14        |      |
| 14                                                                | 36    | Joan Mir              | Repsol Honda Team                 | Honda     | 13  | +21.791      | 20        |      |
| 15                                                                | 37    | Augusto Fernández     | Red Bull GasGas Tech3             | KTM       | 13  | +22.450      | 22        |      |
| 16                                                                | 5     | Johann Zarco          | Castrol Honda LCR                 | Honda     | 13  | +23.690      | 19        |      |
| 17                                                                | 25    | Raúl Fernández        | Trackhouse Racing                 | Aprilia   | 13  | +24.430      | 12        |      |
| 18                                                                | 30    | Takaaki Nakagami      | Idemitsu Honda LCR                | Honda     | 13  | +29.568      | 23        |      |
| 19                                                                | 42    | Álex Rins             | Monster Energy Yamaha MotoGP Team | Yamaha    | 13  | +1:23.553    | 16        |      |
| Ret                                                               | 41    | Aleix Espargaró       | Aprilia Racing                    | Aprilia   | 12  | Tai nạn      | 5         |      |
| Ret                                                               | 32    | Lorenzo Savadori      | Aprilia Racing                    | Aprilia   | 4   | Tai nạn      | 18        |      |
| Ret                                                               | 10    | Luca Marini           | Repsol Honda Team                 | Honda     | 4   | Lỗi kỹ thuật | 21        |      |
| Ret                                                               | 93    | Marc Márquez          | Gresini Racing MotoGP             | Ducati    | 1   | Tai nạn      | 7         |      |
| Fastest sprint lap: Francesco Bagnaia (Ducati) – 1:31.698 (lap 2) |       |                       |                                   |           |     |              |           |      |
| Kết quả chính thức                                                |       |                       |                                   |           |     |              |           |      |

## Kết quả đua chính
| Stt                                                         | Số xe | Tay đua               | Đội đua                           | Xưởng đua | Lap | Kết quả         | Xuất phát | Điểm |
| ----------------------------------------------------------- | ----- | --------------------- | --------------------------------- | --------- | --- | --------------- | --------- | ---- |
| 1                                                           | 1     | Francesco Bagnaia     | Ducati Lenovo Team                | Ducati    | 26  | 40:07.214       | 1         | 25   |
| 2                                                           | 89    | Jorge Martín          | Prima Pramac Racing               | Ducati    | 26  | +3.676          | 5         | 20   |
| 3                                                           | 23    | Enea Bastianini       | Ducati Lenovo Team                | Ducati    | 26  | +7.073          | 10        | 16   |
| 4                                                           | 49    | Fabio Di Giannantonio | Pertamina Enduro VR46 Racing Team | Ducati    | 26  | +8.299          | 4         | 13   |
| 5                                                           | 12    | Maverick Viñales      | Aprilia Racing                    | Aprilia   | 26  | +8.258          | 2         | 11   |
| 6                                                           | 33    | Brad Binder           | Red Bull KTM Factory Racing       | KTM       | 26  | +16.005         | 8         | 10   |
| 7                                                           | 73    | Álex Márquez          | Gresini Racing MotoGP             | Ducati    | 26  | +21.095         | 3         | 9    |
| 8                                                           | 25    | Raúl Fernández        | Trackhouse Racing                 | Aprilia   | 26  | +22.368         | 11        | 8    |
| 9                                                           | 21    | Franco Morbidelli     | Prima Pramac Racing               | Ducati    | 26  | +23.413         | 7         | 7    |
| 10                                                          | 93    | Marc Márquez          | Gresini Racing MotoGP             | Ducati    | 26  | +23.868         | 6         | 6    |
| 11                                                          | 43    | Jack Miller           | Red Bull KTM Factory Racing       | KTM       | 26  | +24.004         | 13        | 5    |
| 12                                                          | 20    | Fabio Quartararo      | Monster Energy Yamaha MotoGP Team | Yamaha    | 26  | +24.057         | 12        | 4    |
| 13                                                          | 5     | Johann Zarco          | Castrol Honda LCR                 | Honda     | 26  | +42.767         | 17        | 3    |
| 14                                                          | 37    | Augusto Fernández     | Red Bull GasGas Tech3             | KTM       | 26  | +42.871         | 20        | 2    |
| 15                                                          | 88    | Miguel Oliveira       | Trackhouse Racing                 | Aprilia   | 26  | +44.429         | 16        | 1    |
| 16                                                          | 30    | Takaaki Nakagami      | Idemitsu Honda LCR                | Honda     | 26  | +46.246         | 21        |      |
| 17                                                          | 10    | Luca Marini           | Repsol Honda Team                 | Honda     | 26  | +1:10.937       | 19        |      |
| Ret                                                         | 31    | Pedro Acosta          | Red Bull GasGas Tech3             | KTM       | 25  | Tai nạn         | 9         |      |
| Ret                                                         | 36    | Joan Mir              | Repsol Honda Team                 | Honda     | 6   | Tai nạn         | 18        |      |
| Ret                                                         | 72    | Marco Bezzecchi       | Pertamina Enduro VR46 Racing Team | Ducati    | 5   | Bỏ cuộc         | 14        |      |
| Ret                                                         | 42    | Alex Rins             | Monster Energy Yamaha MotoGP Team | Yamaha    | 0   | Tai nạn         | 15        |      |
| DNS                                                         | 41    | Aleix Espargaró       | Aprilia Racing                    | Aprilia   |     | Không đua chính |           |      |
| WD                                                          | 32    | Lorenzo Savadori      | Aprilia Racing                    | Aprilia   |     | Không đua chính |           |      |
| Fastest lap: Francesco Bagnaia (Ducati) – 1:31.866 (lap 12) |       |                       |                                   |           |     |                 |           |      |
| Kết quả chính thức                                          |       |                       |                                   |           |     |                 |           |      |

Ghi chú:
- Jorge Martin bị phạt 3 bậc xuất phát.[3]
- Marc Marquez cán đích thứ 4 nhưng bị phạt 16 giây lỗi áp suất lốp xe nên bị tụt xuống vị trí thứ 10[4]
- Maverick Vinales cán đích trước Fabio di Giannantonio nhưng bị phạt lùi 1 bậc do lỗi nhiều lần chạy ra ngoài đường đua

## Bảng xếp hạng sau chặng đua
|   | Stt | Tay đua           | Điểm |
| - | --- | ----------------- | ---- |
|   | 1   | Jorge Martín      | 200  |
|   | 2   | Francesco Bagnaia | 190  |
|   | 3   | Marc Márquez      | 149  |
|   | 4   | Enea Bastianini   | 136  |
| 1 | 5   | Maverick Viñales  | 117  |

|   | Stt | Xưởng đua | Điểm |
| - | --- | --------- | ---- |
|   | 1   | Ducati    | 278  |
| 1 | 2   | Aprilia   | 155  |
| 1 | 3   | KTM       | 153  |
|   | 4   | Yamaha    | 43   |
|   | 5   | Honda     | 22   |

|  | Stt | Đội đua                           | Điểm |
|  | --- | --------------------------------- | ---- |
|  | 1   | Ducati Lenovo Team                | 326  |
|  | 2   | Prima Pramac Racing               | 238  |
|  | 3   | Gresini Racing MotoGP             | 210  |
|  | 4   | Aprilia Racing                    | 199  |
|  | 5   | Pertamina Enduro VR46 Racing Team | 135  |